# アーティキュレーション (発声法)
アーティキュレーション（articulation）とは、発声法において、言語の発声にあたって言葉を明瞭に音声化することである。
俳優・声優・アナウンサーの分野において、滑舌（舌の回りが滑らかであること）や歯切れ（言葉の調子）のことを指してアーティキュレーションという。演技や言葉を読み上げている最中に舌がもつれることを、アーティキュレーションが悪い、といった表現する。アーティキュレーションが良いことは、声を使う職業の基本的条件とみなされることが多い。アーティキュレーションの訓練法としては、いわゆる早口言葉の読み上げなどがある。
日本における伝統的なアーティキュレーションの訓練法には、享保3年（1718年）に二代目市川團十郎の演技で江戸の人気を博した、『若緑勢曾我』中の外郎売り（ういろううり）の口上がある。
ただし早口では、母音を明瞭に発音しない傾向もあり、日本語では聞き取りの際に不明瞭に聞こえる。